# 58-й піхотний полк (Австро-Угорщина)
Цісарський і королівський піхотний полк ерцгерцога Людвіга Сальватора № 58  — (нім. k.u.k. Infanterieregiment Erzherzog Ludwig Salvator Nr. 58) — німецький піхотний полк спільного війська збройних сил Австро-Угорщини. Округ поповнення полку — Станиславів (70 % особового складу — українці, 25 % — поляки, 5 % — представнпики інших етносів). Полкова мова — українська. Полкове свято відзначалось 27 червня, на честь перемоги в битві при Траутенау під час Австрійсько-прусської війни 1866 р. у 1757 р.

## Історія підрозділу
Полк був створений у 1763 р., в результаті взяття на імперську службу французького полку. Через це вояки полку мали прізвисько «валонці», яке відображено на полковому значку на головний убір.
У 1866 р. брав участь у Австрійсько-прусській війні.
Протягом Першої світової війни, у 1914—1918 рр. у бойових діях на Російському та Італійському фронтах. У 1918 р. входив до складу групи австро-німецьких військ в Україні, діяв на Півдні України (Одещина, Херсонщина).

## Шефи
Протягом 1830—1918 рр. шефами полку були представники правлячого сімейства Габсбургів :
1830—1867 — Ерцгерцог Стефан Франц Віктор;
1867—1918 — Ерцгерцог  Людвіг Сальватор;

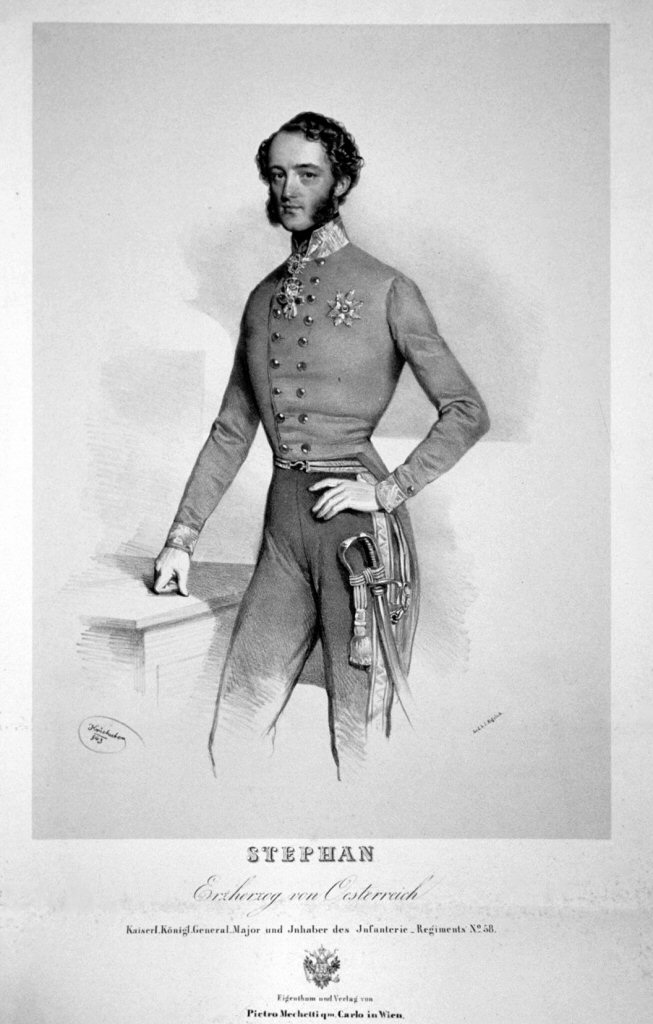
Ерцгерцог Стефан Франц Віктор(1817-1867).
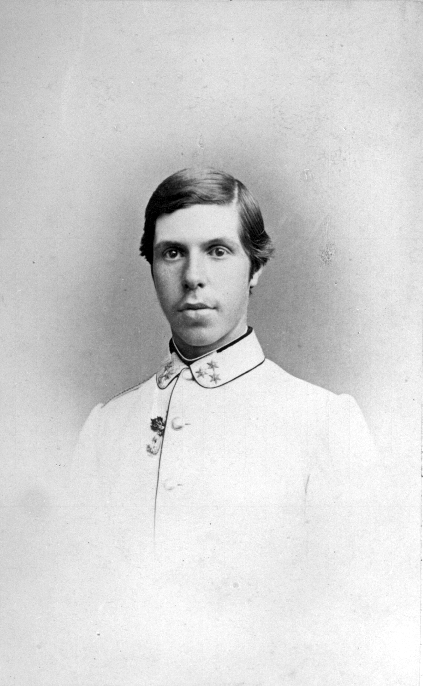
Ерцгерцог Людвіг Сальватор (1847-1915).

## Командири
- 1908 — оберст Ернст Маттанович;
- 1908—1912 — оберст Мічеслав фон Залеський;
- 1913 — оберст Вінченц Кун;
- 1914 — оберст Йоган Коншег[4]

## Однострій
Перед Великою війною полк мав стандартний однострій німецьких полків піхоти спільного війська Австро-Угорщини. Полковим кольором був чорний. Прикладним металом — білий. Відомі два різновиди полкових відзнак на головний убір: загальнополкова й 4-го батальйону.

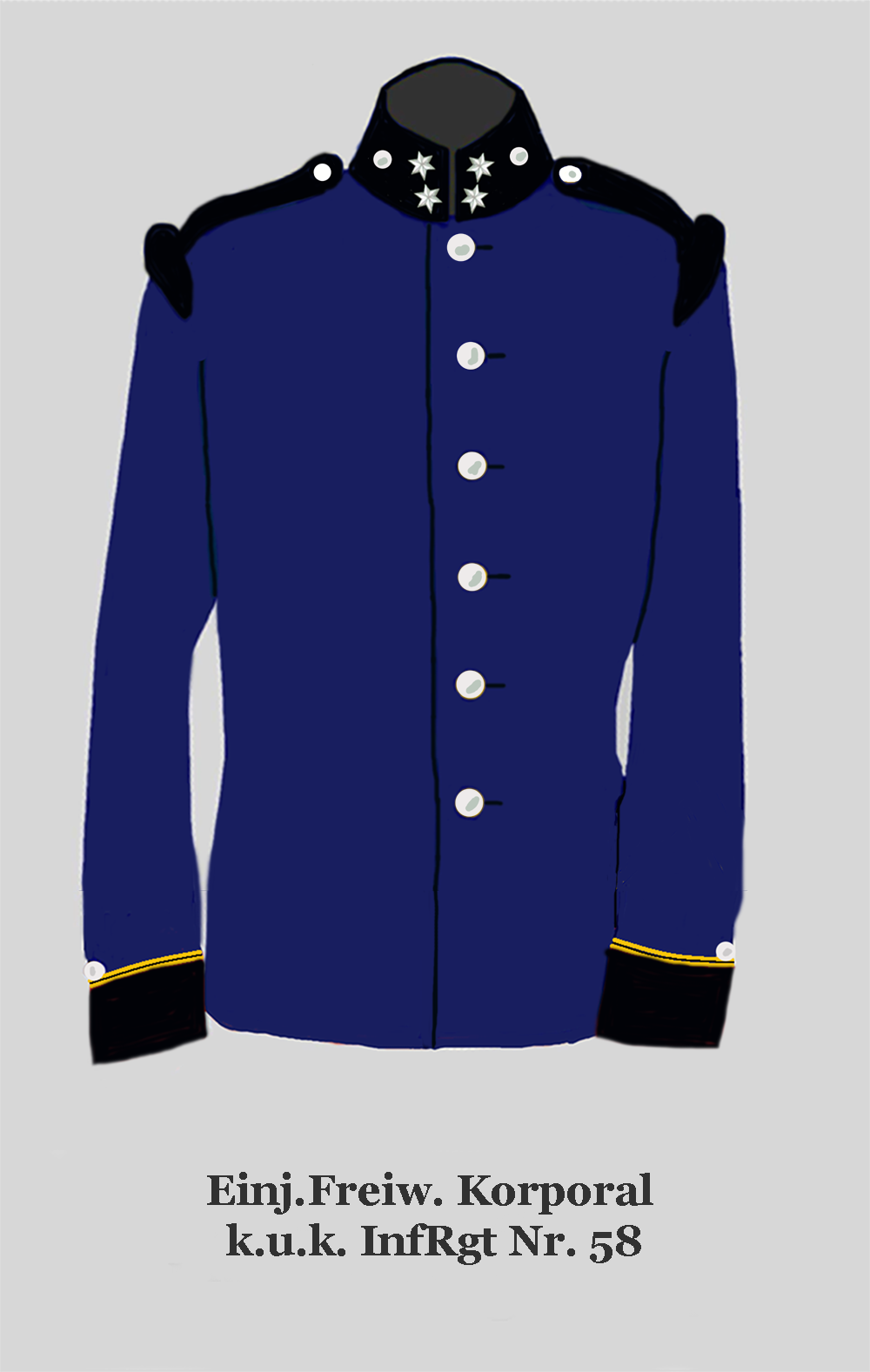
Полковий кітель однорічного добровольця в званні капрала.

## Дислокація
У 1892 р. полковий штаб разом з батальйонами № 2, 3, 4 були виведені із Станиславова й передислоковані до Перемишля (1-й батальйон лишився в Станиславові).  У 1908 р. штаб і 3-й батальйон повернулись до Станиславова, 2-й батальйон передислокований до Заліщиків, 4-й — до Будви. У 1910—1911 рр. цей батальйон розквартирують в Прчань'ї, а потім, до 1914 р. у Фочі..

## Особистості
Серед решти персоналій в полку проходили службу такі відомі особистості:
Антін Кравс (1871—1945) — генерал-чотар УГА. 

Любомир Огновський (1891—1955) — учасник Визвольних змагань, сотник УГА, комендант жандермерії 3-го корпусу УГА;
Богуслав Шашкевич (з роду "Будителя" Маркіяна Шпшкевича; 1888-1936)- опісля учасник Визвольних змагань і отаман ГА (командант бригад); 1909 р. служив в полку як фенріх;
Станіслав Францішек Сосабовський (1892—1967) — бригадний генерал Війська Польського (Польський уряд у вигнанні), у складі військ антигітлерівської коаліції командував польськими силами під час Голландської опреації..